# Percy Hoven
Percy Hoven (* 20. Februar 1965 in München) ist ein ehemaliger deutscher Radio- und Fernsehmoderator.

## Leben
Nach dem Abitur am Kolleg St. Blasien absolvierte Hoven eine Ausbildung zum Bankkaufmann bei der Bayerischen Hypotheken- und Wechsel-Bank. Danach studierte er Philosophie und Volkswirtschaft an der Ludwig-Maximilians-Universität München sowie Medienmarketing an der Bayerischen Akademie der Werbung in München. Seine journalistische Ausbildung erhielt er beim Bayerischen Rundfunk.
Percy Hoven kam über seinen Vater, den Schauspieler, Regisseur und Filmproduzenten Adrian Hoven, bereits als Kind mit der Unterhaltungsbranche in Berührung: Er wirkte in dessen beiden Hexen-Filmen (Hexen bis aufs Blut gequält und Hexen – geschändet und zu Tode gequält) 1969 und 1972 mit. Nach dem Abschluss seiner Ausbildung arbeitete er als Fernseh-, Radio- und Eventmoderator für diverse Sender und Unternehmen sowie als Synchronsprecher. Nationale Bekanntheit erlangte er 2000 als Moderator der ersten Big-Brother-Staffel im deutschen Fernsehen. Ende 2004 kehrte Hoven dem Fernsehen den Rücken. Seither betreibt er in München ein Atelier für Porträtmalerei.
2014 moderierte er den Augsburger Presseball. Seit 2015 führt er für die Schweizer ZfU International Business School Rhetorik-Kurse durch.
Percy Hoven war mit der 2022 verstorbenen Moderatorin Silvia Laubenbacher verheiratet. Das Paar lebte mit seinen beiden Kindern in Bobingen.

## „Dr. Alfons Proebstl“
Auf einem eigenen Youtube-Kanal trat Percy Hoven, ohne seine Identität preiszugeben, in der Rolle Dr. Alfons Proebstl auf. In dieser Rolle vertrat er nach Einschätzung der Augsburger Allgemeinen in angeblich satirisch gemeinter Form „rechtsextrem anmutende Positionen“, der Moderator und DJ Matthias Matuschik ordnet seine Äußerungen dem „braune[n] Sumpf“ zu. Matuschik hatte Hoven bereits am 9. September 2015 als Dr. Proebstl identifiziert. Die Zeit schreibt, Hoven habe „fremdenfeindliche Ressentiments“ verbreitet.
Als Proebstl trat Hoven auch auf der von dem Magazin eigentümlich frei veranstalteten Russland-Konferenz im November 2014 auf, ebenfalls auf einer Pegida-Veranstaltung im Frühjahr 2015.
Die Identität hinter der Figur des Dr. Alfons Proebstl blieb geheim, bis Anfang Oktober 2015 die Augsburger Allgemeine Zeitung einen Artikel veröffentlichte, wonach es sich bei dem Darsteller um Percy Hoven handelte, der sich mit einer Gummimaske unkenntlich gemacht hatte. Der Zeitung gegenüber räumte er ein, dass er als Dr. Proebstl aufgetreten war, und kündigte das Ende der Figur an.
Gegenüber n-tv stellte Hoven dar, dass Dr. Proebstl ein Gemeinschaftsprojekt mit dem Münchener Produzenten Alfred Schropp sowie mit dessen Redaktionsteam gewesen sei.

## Filmografie (Auswahl)
- 1970: Hexen bis aufs Blut gequält
- 1973: Hexen – geschändet und zu Tode gequält
- 2000: Erkan & Stefan